# Mudra-Kaserne (Mainz-Kastel)
Die Mudra-Kaserne ist eine Kaserne im Wiesbadener Stadtteil Mainz-Kastel. Benannt ist sie nach dem ehemaligen Inspekteur der 2. Festungsinspektion Mainz Bruno von Mudra, der die Bedeutung der Pioniertruppe in der Preußischen Armee entscheidend geprägt hat. Heute wird die Liegenschaft von der I. Bereitschaftspolizeiabteilung der hessischen Polizei für die Landeshauptstadt Wiesbaden genutzt.

## Geschichte
Nach dem Abschluss eines Eingemeindungsvertrages wurde Kastel am 1. April 1908 zu einem Stadtteil von Mainz. In den Jahren 1908 bis 1909 errichtete man in unmittelbarer Nähe der Kaiserbrücke eine zusätzliche Kaserne, um die schlechte Unterkunftslage der in der Festung Mainz stationierten Truppen zu verbessern. Die Kaserne wurde mit dem am 1. Oktober 1909 aufgestellten 2. Nassauischen Pionier-Bataillon Nr. 25 (XVIII. Armeekorps) belegt. Das Bataillon rekrutierte sich überwiegend in der preußischen Provinz Hessen-Nassau.

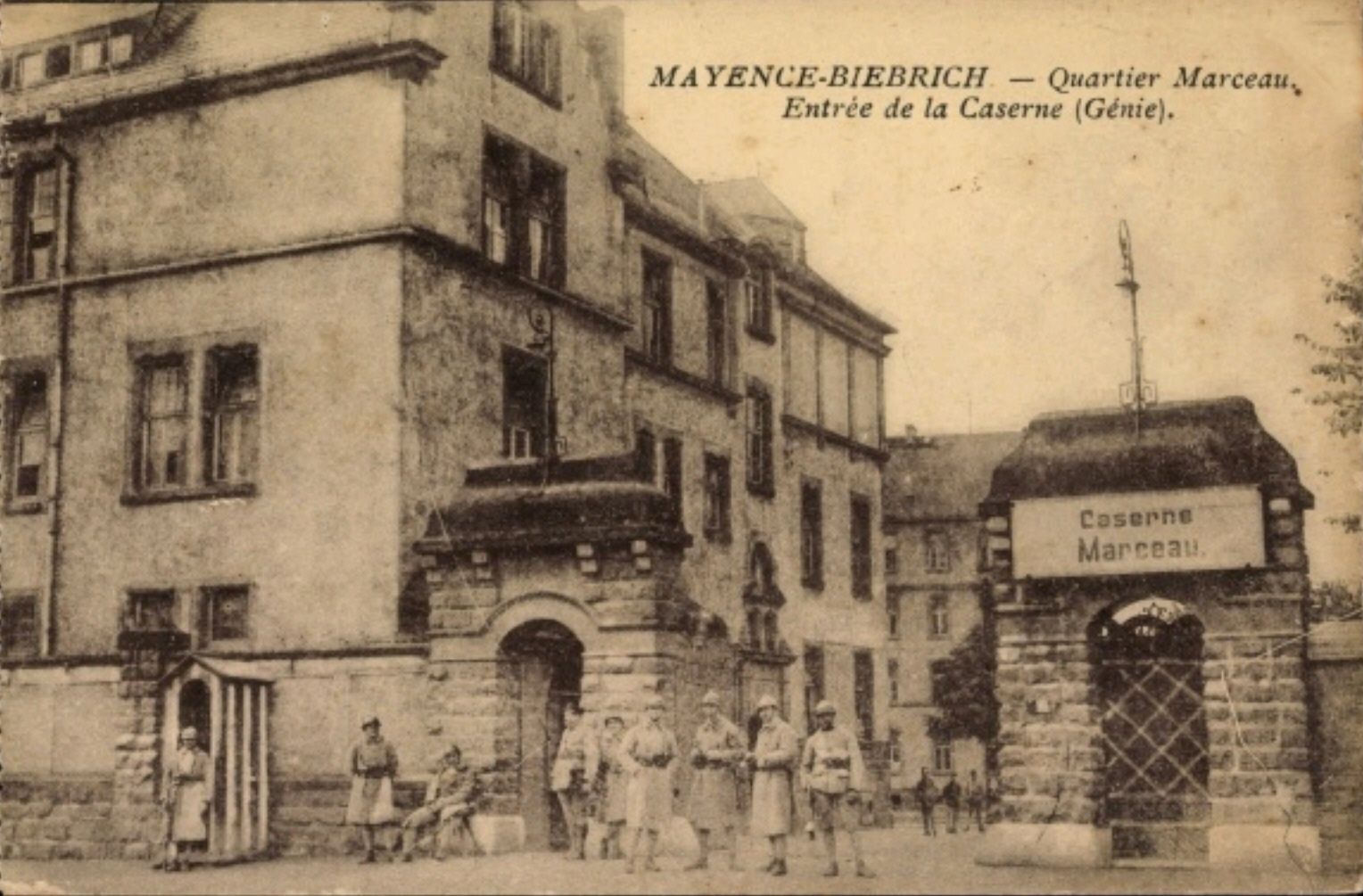
Französisch besetzte Mudra-Kaserne

Nach dem Ersten Weltkrieg wurde rechts des Rheins eine zehn Kilometer breite neutrale Zone eingerichtet. Daher bezogen französische Besatzungstruppen das Kasernement, das in dieser Zeit den Namen „Quartier Marceau“ nach dem Namen des Generals François Séverin Marceau, der bis Oktober 1795 Mainz belagert hatte, trug. Die Franzosen verließen Mainz erst 1930 wieder. Danach standen die Mannschaftsblocks eine Weile leer, bis sie zu zivilen Wohnungen umgewidmet wurden. 
Die Kaserne wurde im Zug der Rheinlandbesetzung (1936) in der aufgrund des Friedensvertrags von Versailles zur Sicherheit Frankreichs eingerichteten entmilitarisierten Zone neu belegt. Das Pionier-Bataillon 36 der 36. Infanterie-Division (mot.) (Wehrmacht) nutzte das Gelände. In dieser Zeit erfolgte die Umbenennung zu der heute noch genutzten Bezeichnung Mudra-Kaserne.
Im Zuge der Luftangriffe auf Mainz wurde das Gelände während des bald darauf folgenden Krieges bombardiert (besonders 8. September 1944) und teilweise zerstört. Nach dem Zweiten Weltkrieg und der Abtrennung der rechtsrheinischen Stadtteile von Mainz aufgrund der Grenzziehung zwischen der amerikanischen und der französischen Besatzungszone wurde die Kaserne Notquartier für Vertriebene, Ausgebombte und Firmen. 1951 übernahm die Hessische Bereitschaftspolizei die Gebäude. 2006 wurde der gesamte Gebäudekomplex an ein Immobilienunternehmen verkauft und durch das Land Hessen langfristig zurückgemietet.